# Kensington Security Slot
Kensington Security Slot (též nazýváno Kensington lock nebo K-Slot) je část zařízení proti krádeži, od společnosti Kensington Computer Products Group. Je to malá, kovem zesílená zdířka, kterou lze nalézt na téměř všech typech přenosných počítačů a elektronického vybavení, zejména těch dražších z nich, jako jsou laptopy, počítačové monitory, herní konzole, videoprojektory, ale i na stolních počítačích. Používá se spolu s kabelem a zámkem, většinou taktéž od Kensingtonu. Existují i jiné zabezpečovací systémy proti odcizení, ale Kensington lock je natolik rozšířen, že (zejména u notebooků) jde de facto o standard.
Zámky, které jsou součástí kabelu, jsou většinou kombinační nebo na klíč. Kabel má na svém konci malou smyčku, což jej umožňuje zajistit okolo pevně připevněných objektů (přišroubovaných stolů, přivařeného potrubí radiátoru apod.) a tím elektroniku fyzicky zabezpečit proti krádeži.
Kensington lock se nejčastěji používá tam, kde jsou přenosné počítače nebo spotřební elektronika na veřejném místě (pro potřeby jednotlivců také, ale v menší míře). Nejčastěji se jedná o počítače v internet café, na veletrzích, na předváděcí místech v prodejnách; či videoprojektory ve školách, přednáškových sálech, hotelích apod.
Kensington lock není zamýšlen jako zcela nepřekonatelný, bývá ale považován za dostatečně zabezpečující, aby odradil příležitostné zloděje a ty, kteří jej chtějí přece jen překonat, zdržel co nejdelší dobu. Například samotný kabel, tvořený spletkem ocelových drátů lze přestřihnout většinou jen velkými obouručními kleštěmi, se kterými by zloděj na veřejných místech budil podezření.

## Obrázky

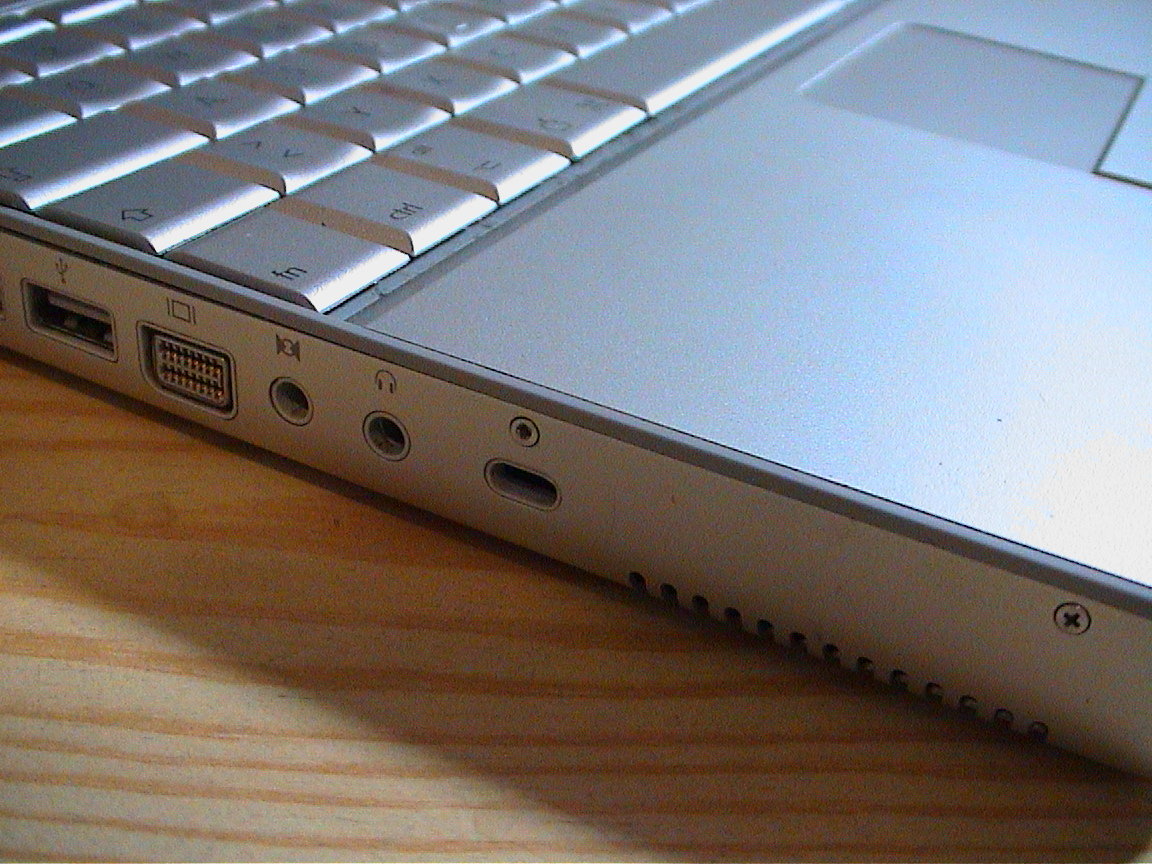
Kensington Security slot
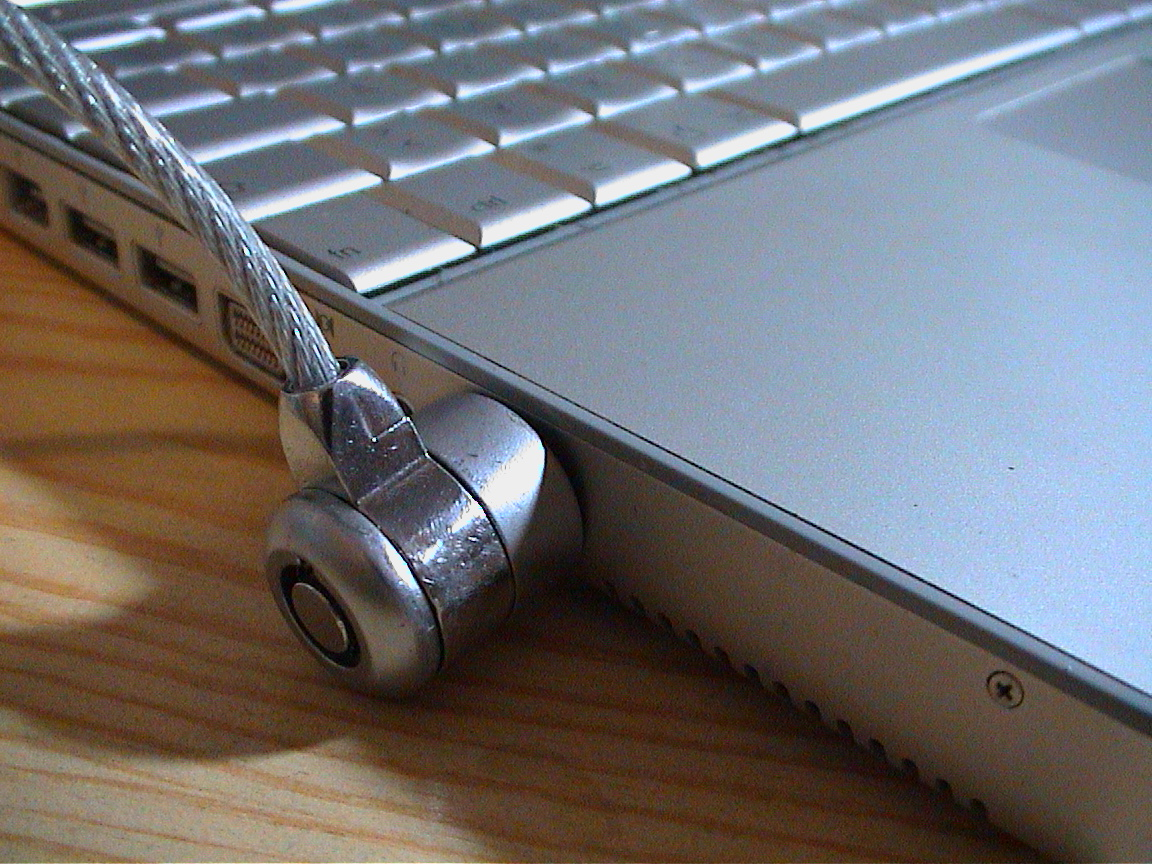
Uzamčený notebook
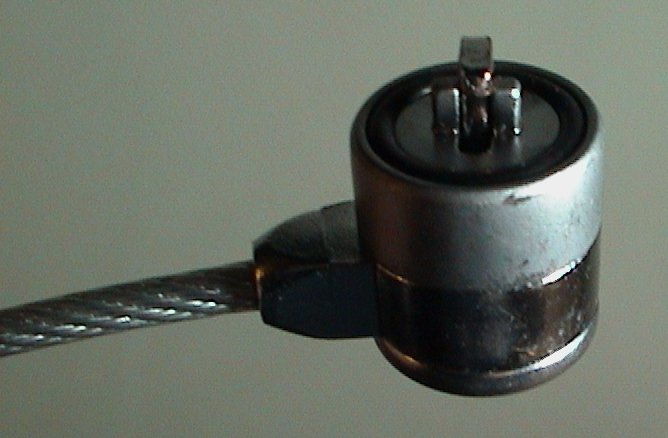
Samotný zámek